# ناورو في الألعاب الأولمبية
تنافست ناورو ، وهي جزيرة في المحيط الهادئ ، في الألعاب الأولمبية الصيفية لأول مرة في ألعاب 1996 في أتلانتا. إلى الآن. ولم تشارك في أي من دورات النسخة الشتوية.
تشتهر الأمة بشكل أساسي بتقاليد رفع الأثقال، وكان جميع الرياضيين السبعة الذين تنافسوا مع ناورو في الأولمبياد قبل عام 2012 في رفع الأثقال.
تحظى ناورو بميزة كونها أصغر دولة (من حيث عدد السكان) في اللجنة الأولمبية الدولية الأعضاء البالغ عددها 206.
تحت قيادة هون. فينسون ديتينامو، بدأت الحركة الأولمبية في ناورو في أوائل التسعينيات. تأسست اللجنة الأولمبية عام 1991 وبدأت المحادثات مع اللجنة الأولمبية الدولية في نفس العام. في مايو 1994 قدمت ناورو عرضها للانضمام إلى اللجنة الأولمبية الدولية وفي سبتمبر 1994 تم قبول الدولة، مما مهد الطريق للمشاركة في ألعاب 1996.
لم تكن دورة 1996 هو المرة الأولى التي يشارك فيها رياضيون من ناورو في الأولمبياد. بعد فوزه المثير في ألعاب الكومنولث عام 1990 ، التمس رافع الأثقال ماركوس ستيفن الجنسية من ساموا للتنافس في ألعاب 1992 . شارك ستيفن مرة أخرى في الألعاب الأولمبية في عامي 1996 و 2000، لكن ضمن فريق بلده الأصلي. احتل المركز 11 في 62 فئة كجم في عام 2000. في عام 2009، حل محل فينسون ديتينامو كرئيس للجنة الأولمبية الوطنية في ناورو.
بول كوفا هو مدرب رفع الأثقال في اتحاد أوقيانوسيا لرفع الأثقال، وهو مدرب أولمبي لناورو منذ 1994.

## جدول الميداليات

### ميداليات الألعاب الصيفية
| Games              | Athletes     | Gold | Silver | Bronze | Total | Rank |
| 1996 اتلانتا       | 3            | 0    | 0      | 0      | 0     | –    |
| 2000 سيدني         | 2            | 0    | 0      | 0      | 0     | –    |
| 2004 أثينا         | 3            | 0    | 0      | 0      | 0     | –    |
| 2008 بكين          | 1            | 0    | 0      | 0      | 0     | –    |
| 2012 لندن          | 2            | 0    | 0      | 0      | 0     | –    |
| 2016 ريو دي جانيرو | 2            | 0    | 0      | 0      | 0     | –    |
| 2020 طوكيو         | Future event |      |        |        |       |      |
| 2024 باريس         | Future event |      |        |        |       |      |
| 2028 لوس أنجلوس    | Future event |      |        |        |       |      |
| Total              | Total        | 0    | 0      | 0      | 0     | –    |

## الرياضيين
- رفع الاثقال
  - ماركوس ستيفن - 1996، 2000 (أول أولمبي)
  - كوينسي ديتينامو - 1996
  - جيرارد جرابوان - 1996
  - شيفا بيو - 2000 (أول لاعبة أولمبية).
  - ريانا سولومون - 2004
  - إيت ديتينامو - 2004، 2008، 2012
  - يوكيو بيتر - 2004
- الجودو
  - سليد دوابوبو - 2012

## روابط خارجية
- "Nauru". International Olympic Committee.